# Professeur associé (France)
Pour les articles homonymes, voir Professeur associé et Professeur.
En France, les professeurs associés sont des agents non titulaires de l'État pouvant être recrutés dans les établissements publics d'enseignement technologique et professionnel relevant du ministre chargé de l'Éducation nationale,. Leur statut est régi par le décret n° 94-594 du 15 juillet 1994. Ils ne doivent pas être confondus avec les professeurs des universités associés relevant du ministre chargé de l'Enseignement supérieur et dont le statut est régi par le décret n°85-733 du 17 juillet 1985 relatif aux maîtres de conférences et professeurs des universités associés ou invités.

## Mission
Les professeurs associés assurent des activités d'enseignement en formation initiale, dans les disciplines d'enseignement technologique et professionnel. Ils peuvent enseigner à temps incomplet au maximum égal à un demi-service d'enseignement, ou à temps complet. 
Le service annuel des professeurs associés à temps complet est fixé à 810 heures.
Toutefois, la durée maximale d'enseignement hebdomadaire ne peut pas être supérieure à vingt-huit heures.

## Recrutement
Peuvent être recrutées en qualité de professeur associé à temps partiel les personnes justifiant d'une activité professionnelle principale, autre que d'enseignement dans un établissement d'enseignement public ou privé, ou bénéficiant d'un congé d'enseignement prévu à l'article L. 931-28 du code du travail; justifiant d'une expérience professionnelle en rapport avec la discipline enseignée, autre qu'une activité d'enseignement, de cinq ans à temps plein ou l'équivalent, en qualité de cadre ou de technicien et remplissant les conditions d'aptitude physique exigées des candidats aux fonctions d'enseignement dans les établissements publics d'enseignement.
Les intéressés sont nommés par le recteur d’académie après avis du ou des chefs d’établissement concernés pour une durée maximale de trois ans, renouvelable dans la même limite.
Peuvent être recrutées en qualité de professeur associé à temps complet les personnes justifiant d'une expérience professionnelle en rapport avec la discipline enseignée, autre qu'une activité d'enseignement, de dix ans à temps plein ou l'équivalent, en qualité de cadre ou de technicien et remplissant les conditions d'aptitude physique exigées des candidats aux fonctions d'enseignement dans les établissements publics d'enseignement.
Les intéressés sont nommés par le recteur d'académie après avis du ou des chefs d'établissement concernés, pour une durée d'un an.
Les demandeurs d'emploi de plus de trois mois ont priorité pour exercer les fonctions de professeur associé à temps plein.

## Rémunération
Il y a quatre catégories de rémunération des professeurs associés : hors catégorie, première catégorie, deuxième catégorie et troisième catégorie.
Les candidats sont classés par le recteur dans l'une des catégories, en fonction des diplômes et titres qu'ils détiennent ou, dans des conditions définies par le recteur d'académie, en fonction de leur qualification professionnelle antérieure.
Les titres ou diplômes retenus pour le classement dans chacune des catégories sont les suivants :
- peuvent être classés en troisième catégorie les candidats justifiant au moins d'un titre ou diplôme équivalent sanctionnant trois années d'études après le baccalauréat. Peuvent être également classés dans cette catégorie les candidats justifiant d'un titre ou diplôme homologué au niveau III et de cinq années d'expérience professionnelle. Dans les spécialités professionnelles pour lesquelles il n'existe pas de titre ou diplôme homologué au niveau III, les candidats doivent justifier de cinq années d'expérience professionnelle dans la spécialité ;
- peuvent être classés en deuxième catégorie les candidats justifiant au moins d'un titre ou diplôme sanctionnant quatre années d'études après le baccalauréat ;
- peuvent être classés en première catégorie les candidats justifiant au moins d'un titre ou diplôme sanctionnant au moins cinq années d'études après le baccalauréat ;
- peuvent être classés hors catégorie les seuls personnels qui justifient de titres ou de diplômes requis pour le classement en première catégorie et qui sont appelés à dispenser un enseignement d'un niveau supérieur à celui correspondant au baccalauréat.